# Fons contravalor
Un fons contravalor (o fons de contravalor, en anglès counterpart fund) és un mecanisme que creen bilateralment dos països per al desenvolupament econòmic.
L'acord se signa entre dos països, un de deutor i l'altre creditor. L'estat creditor renuncia que li sigui retornada part o la totalitat del deute, a canvi que l'estat deutor creï un fons monetari en la moneda local. Conforme es vagin complint els terminis de pagament, l'estat deutor no tornarà els diners a l'estat creditor, sinó que els dipositarà en aquest fons, anomenat fons contravalor; a canvi, el país deutor gastarà aquests fons en projectes que ajudin al desenvolupament econòmic o social del país.
Aquests diners, però, poden tenir dues destinacions: o bé el govern deutor els gasta directament en aquests projectes, o bé els lliura a empreses privades de la nacionalitat del país creditor perquè duguin a terme els projectes.
Normalment una comissió s'encarrega de la supervisió que els diners s'inverteixen realment en els projectes. Acostuma a estar formada per membres de tots dos governs, si bé més modernament hi participen també representants de la societat civil per donar més transparència a les operacions.
Els fons contravalor tenen molts aspectes positius: el país deutor «canvia deute per desenvolupament» i el fet que aquests fons siguin en moneda local ajuda a l'enfortiment de la divisa nacional; d'altra banda, l'estat creditor pot comptabilitzar els fons contravalor com a condonació del deute i les seves empreses poden introduir-se en nous mercats amb una posició privilegiada, generant riquesa en el país deutor.
Els desavantatges són que aquestes empreses no tenen obligació de seguir reinvertint els beneficis en el país deutor, i molt sovint se'ls atorguen privilegis fiscals; i, al capdavall, el país deutor ha de seguir pagant els terminis del deute, encara que els diners tinguin una altra finalitat més positiva.
Aquests fons contravalor van sorgir després de la Segona Guerra Mundial, i s'inspiraven en el mecanisme empresarial de reestructuració del deute anomenat "permuta deute-capital" (en anglès, debt-for-equity swap).